# 알비나 켈멘디
알비나 켈멘디(Albina Kelmendi, 1998년 1월 27일 ~ )는 알바니아의 싱어송라이터이다. 2023 유로비전 송 콘테스트에 가족들과 함께 알바니아 대표로 참가했다.

## 음반 목록
- Nana loke (2022)